# Wereldkampioenschappen schaatsen allround 2011
De wereldkampioenschappen schaatsen allround 2011 vonden op 12 en 13 februari 2011 plaats in de Olympic Oval in Calgary. Het was het zesde WK allroundkampioenschap dat in Canada plaatsvond na 1897 (Montréal, alleen voor mannen), 1981 (Sainte-Foy, alleen voor vrouwen) en Calgary zelf na 1990 (vrouwen), 1992 (mannen) en het gezamenlijke WK in 2006. Voor de mannen was het de 105e keer dat het toernooi gehouden werd en voor de vrouwen de 69e keer.
Van de beide titelhouders, Sven Kramer en Martina Sáblíková, verdedigde alleen Sáblíková haar titel. Bij de mannen ging de WK titel voor de elfde keer naar Rusland (inclusief Sovjet-Unie). Ivan Skobrev, die voor het eerst op het erepodium plaatsnam, veroverde als achtste Rus deze titel, in 1910 was Nikolaj Stroennikov de eerste. Bij de vrouwen veroverde Ireen Wüst na 2007 haar tweede WK titel, het was de 10e titel voor Nederland.
| Programma                                                               | Programma                                                                   | Programma |
| ----------------------------------------------------------------------- | --------------------------------------------------------------------------- | --------- |
| zaterdag 12 februari                                                    | zondag 13 februari                                                          |           |
| 500 meter vrouwen 500 meter mannen 3000 meter vrouwen 5000 meter mannen | 1500 meter vrouwen 1500 meter mannen 5000 meter vrouwen 10.000 meter mannen |           |

## Mannentoernooi

### Deelname
Het aantal startplaatsen zijn op basis van het eindklassement van het wereldkampioenschap schaatsen allround 2010 verdeeld tussen de verschillende werelddelen. Europa mocht deze editie op vijftien schaatsers afvaardigen (elf bij de eerste 16 plus vier), Noord-Amerika (inclusief Oceanië) mocht zeven (vijf rijders bij de eerste 16 plus twee) en Azië twee (geen schaatser bij de eerste 16 plus twee). Het aantal plaatsen per land op deze editie werd verdiend op het EK van 2011, het CK Azië 2011 en CK Noord-Amerika & Oceanië 2011.
|                         | 4 plaatsen | 3 plaatsen               | 2 plaatsen     | 1 plaats                             |
| ----------------------- | ---------- | ------------------------ | -------------- | ------------------------------------ |
| Europa                  | Nederland  | Noorwegen                | Polen, Rusland | Duitsland, Frankrijk, Italië, Zweden |
| Azië                    |            |                          |                | Japan *, Kazachstan                  |
| Noord-Amerika & Oceanië |            | Canada, Verenigde Staten |                | Nieuw-Zeeland                        |

* De startplaats die door Lee Seung-hoon voor Zuid-Korea was verdiend bij het WK-kwalificatietoernooi werd niet door dit land ingevuld. De vrijgekomen plaats werd ingevuld door de Japanner Shota Nakamura, die zelf ook middels de vierde plaats bij het WK-kwalificatietoernooi de reserveplaats voor Japan had verdiend.

### Klassement
De Noor Håvard Bøkko en de Nederlander Jan Blokhuijsen vergezelden de nieuwe wereldkampioen op het erepodium, respectievelijk als tweede en derde. Voor Bøkko was het voor de vierde opeenvolgende keer, in 2008 en 2009 werd hij eveneens tweede, in 2010 derde. Blokhuijsen nam net als Skobrev voor het eerst op het podium plaats.
De overige drie Nederlanders, Koen Verweij, Wouter Olde Heuvel en Renz Rotteveel eindigden respectievelijk als vierde, achtste en tiende.
Van de twaalf schaatsers die de vierde afstand mochten rijden verbeterden tien hun puntenrecord op de grote vierkamp, alleen de wereldkampioen van 2006, Shani Davis die eveneens in Calgary kampioen werd, kwam niet aan zijn toen verreden wereldrecord op dat kampioenschap en de Canadees Lucas Makowsky kwam niet aan zijn in 2008 (ook in Calgary) verreden record.
| Rang   | Schaatser             | Land | Punten     | 500m          | 5000m           | 1500m           | 10.000m          |
| ------ | --------------------- | ---- | ---------- | ------------- | --------------- | --------------- | ---------------- |
| Goud   | Ivan Skobrev          | RUS  | 146,230 pr | 35,90 (7) pr  | 6.10,99 (1)     | 1.42,93 (1) NR  | 12.58,36 (2) NR  |
| Zilver | Håvard Bøkko          | NOR  | 146,408 pr | 35,90 (7)     | 6.12,98 (3)     | 1.43,59 (5)     | 12.53,89 (1) NR  |
| Brons  | Jan Blokhuijsen       | NED  | 146,603 pr | 35,51 (4) pr  | 6.14,18 (4) pr  | 1.43,77 (6) pr  | 13.00,04 (3) pr  |
| 4      | Koen Verweij          | NED  | 146,948 pr | 35,64 (5) pr  | 6.12,20 (2) pr  | 1.43,91 (7) pr  | 13.08,97 (5) pr  |
| 5      | Jonathan Kuck         | USA  | 147,693 pr | 35,97 (9) pr  | 6.17,88 (8) pr  | 1.43,12 (2) pr  | 13.11,24 (6) pr  |
| 6      | Brian Hansen          | USA  | 147,899 pr | 35,23 (2) pr  | 6.19,14 (9) pr  | 1.43,34 (3) pr  | 13.24,11 (9) pr  |
| 7      | Shani Davis           | USA  | 147,900    | 35,08 (1) CR  | 6.23,58 (14)    | 1.43,45 (4)     | 13.19,59 (8)     |
| 8      | Wouter Olde Heuvel    | NED  | 148,788 pr | 36,41 (12) pr | 6.17,45 (6)     | 1.44,24 (8) pr  | 13.17,75 (7)     |
| 9      | Shane Dobbin          | NZL  | 150,003 pr | 37,59 (23)    | 6.15,69 (5) NR  | 1.46,61 (18) NR | 13.06,17 (4) NR  |
| 10     | Renz Rotteveel        | NED  | 150,325 pr | 36,49 (13) pr | 6.20,25 (10) pr | 1.45,34 (23) pr | 13.33,94 (10) pr |
| 11     | Alexis Contin         | FRA  | 150,380 pr | 36,66 (17) pr | 6.17,72 (7)     | 1.45,30 (12)    | 13.36,91 (11)    |
| 12     | Lucas Makowsky        | CAN  | 151,031    | 35,76 (6) pr  | 6.26,73 (15)    | 1.44,74 (10)    | 13,53,71 (12)    |
| NC13   | Konrad Niedźwiedzki   | POL  | 109,944    | 35,35 (3)     | 6.35,08 (20)    | 1.45,26 (11)    |                  |
| NC14   | Sverre Lunde Pedersen | NOR  | 110.003    | 36,56 (15) pr | 6.22,83 (12) pr | 1.45,48 (14) pr |                  |
| NC15   | Mathieu Giroux        | CAN  | 110,465    | 36,27 (11) pr | 6.34,29 (18)    | 1.44,30 (9) pr  |                  |
| NC16   | Henrik Christiansen   | NOR  | 110,824    | 37,19 (21) pr | 6.20,74 (11)    | 1.46,68 (19) pr |                  |
| NC17   | Dmitri Babenko        | KAZ  | 110,889    | 37,16 (20)    | 6.22,96 (13)    | 1.46,30 (16)    |                  |
| NC18   | Joel Eriksson         | SWE  | 111,238    | 36,08 (10)    | 6.38,38 (24)    | 1.45,96 (15)    |                  |
| NC19   | Pavel Bajnov          | RUS  | 111,776    | 36,55 (15) pr | 6.35,66 (21) pr | 1.46,98 (21) pr |                  |
| NC20   | Jan Szymanski         | POL  | 112,012    | 36,91 (19) pr | 6.34,72 (19)    | 1.46,89 (20) pr |                  |
| NC21   | Justin Warsylewicz    | CAN  | 112,284    | 36,60 (16) pr | 6.37,54 (23)    | 1.47,79 (22)    |                  |
| NC22   | Luca Stefani          | ITA  | 112,299    | 36,72 (18)    | 6.33,23 (17)    | 1.48,77 (24)    |                  |
| NC23   | Shota Nakamura        | JPN  | 113,113    | 37,42 (22)    | 6.36,77 (22) pr | 1.48,05 (23) pr |                  |
| DQ2    | Robert Lehmann        | GER  |            | DSQ           | 6.29,72 (16)    | 1.46,57 (17)    |                  |

CR = kampioenschap record, NR = nationaal record, PR = persoonlijk record, DSQ = gediskwalificeerd
* = met val
NC = niet gekwalificeerd
NF = niet gefinisht
NS = niet gestart
DQ = gediskwalificeerd
Vet gezet = kampioenschapsrecord
Op basis van dit eindklassement werden de startposities voor de Wereldkampioenschappen schaatsen allround 2012 verdeeld tussen de verschillende werelddelen. Europa verwierf 14 startplaatsen (10 rijders bij de eerste 16 plus vier). Noord-Amerika & Oceanië verwierf 8 startplaatsen (6 rijders bij de eerste 16 plus twee) en namens Azië werd geen extra startplaats toegevoegd aan de twee verzekerde startplaatsen.

## Vrouwentoernooi

### Deelname
Het aantal startplaatsen zijn op basis van het eindklassement van het wereldkampioenschap schaatsen allround 2010 verdeeld tussen de verschillende werelddelen. Europa mocht deze editie veertien schaatssters afvaardigen (tien bij de eerste 16 plus vier), Noord-Amerika (inclusief Oceanië) zeven (vijf schaatssters bij de eerste 16 plus twee) en Azië drie (één schaatsster bij de eerste 16 plus twee). Het aantal plaatsen per land op deze editie werd verdiend op het EK van 2011, het CK Azië 2011 en CK Noord-Amerika & Oceanië 2011.
|                         | 4 plaatsen | 3 plaatsen | 2 plaatsen                     | 1 plaats          |
| ----------------------- | ---------- | ---------- | ------------------------------ | ----------------- |
| Europa                  | Nederland  | Noorwegen  | Rusland, Tsjechië, Duitsland * | Oostenrijk, Polen |
| Azië                    |            | Japan      |                                |                   |
| Noord-Amerika & Oceanië | Canada     |            | Verenigde Staten *             |                   |

* Bij het WK-kwalificatietoernooi werden maar zes tickets verdeeld, het maximale aantal van vier voor Canada en twee voor beide deelnemende vrouwen uit de Verenigde Staten. Het zevende ticket ging naar Duitsland dat eerste reserve was vanwege de vijftiende plek van Jennifer Bay op het Europees kampioenschap.

### Klassement
Naast Ireen Wüst die voor vijfde opeenvolgde keer op het eindpodium stond, naast haar titel in 2007 werd ze in 2008 tweede en in 2009 en 2010 derde, namen de Canadese Christine Nesbitt en de kampioen van 2009 en 2010, Martina Sáblíková, op het erepodium plaats. Voor Nesbitt was het haar eerste WK allround podiumplaats, voor Sáblíková haar derde.
De Nederlandse WK-debutante Marrit Leenstra eindigde op de vierde plaats. Jorien Voorhuis en Diane Valkenburg eindigden bij hun derde deelname respectievelijk op de zesde en achtste plaats in het eindklassement.
Van de twaalf schaatssters die de vierde afstand mochten rijden verbeterden elf hun puntenrecord op de kleine vierkamp, alleen de wereldkampioene van 2006, Cindy Klassen die eveneens in Calgary kampioen werd, kwam niet aan haar toen verreden wereldrecord op dat kampioenschap.
| Rang   | Schaatsster          | Land | Punten     | 500m           | 3000m           | 1500m           | 5000m             |
| ------ | -------------------- | ---- | ---------- | -------------- | --------------- | --------------- | ----------------- |
| Goud   | Ireen Wüst           | NED  | 157,313 pr | 38,53 (3)      | 3.58,01 (2) pr  | 1.52,59 (1)     | 6.55,85 (2) pr    |
| Zilver | Christine Nesbitt    | CAN  | 158,939 pr | 37,72 (1) pr   | 4.03,44 (8) pr  | 1.53,22 (2)     | 7.09,06 (12)      |
| Brons  | Martina Sáblíková    | CZE  | 159,287 pr | 39,49 (14) pr  | 3.55,55 (1) NR  | 1.55,61 (8)     | 7.00,04 (7) + val |
| 4      | Marrit Leenstra      | NED  | 159,620 pr | 38,53 (3) pr   | 4.02,74 (7) pr  | 1.53,88 (3) pr  | 7.06,74 (10) pr   |
| 5      | Cindy Klassen        | CAN  | 159,922    | 39,25 (10)     | 4.02,55 (6)     | 1.54,88 (4)     | 6.59,54 (6)       |
| 6      | Jorien Voorhuis      | NED  | 160,221 pr | 39,16 (7) pr   | 4.04,43 (12)    | 1.55,20 (6) pr  | 6.59,23 (5) pr    |
| 7      | Jilleanne Rookard    | USA  | 160,654 pr | 39,22 (8) pr   | 4.04,15 (10)    | 1.56,71 (13) pr | 6.58, 40 (4) pr   |
| 8      | Diane Valkenburg     | NED  | 160,809 pr | 39,48 (13) pr  | 4.02,44 (4) pr  | 1.55,54 (7) pr  | 7.04,10 (9) pr    |
| 9      | Brittany Schussler   | CAN  | 160,953 pr | 39,24 (9)      | 4.04,23 (11)    | 1.54,91 (5)     | 7.07,05 (11)      |
| 10     | Eriko Ishino         | JPN  | 161,842 pr | 40,28 (18) pr  | 4.03,59 (9)     | 1.56,64 (12) pr | 7.00,84 (8) pr    |
| 11     | Masako Hozumi        | JPN  | 162,035 pr | 40,51 (20) pr  | 4.02,52 (5)     | 1.57,72 (16)    | 6.56,35 (3) NR    |
| 12     | Stephanie Beckert    | GER  | 162,569 pr | 41,98 (24) pr  | 4.00,77 (3)     | 1.58,52 (20)    | 6.49,51 (1) pr    |
| NC13   | Jekaterina Lobysjeva | RUS  | 119,049    | 38,69 (5)      | 4.08,12 (17) pr | 1.57,02 (15)    |                   |
| NC14   | Ida Njåtun           | NOR  | 119,186    | 39,36 (11) pr  | 4.06,46 (13) pr | 1.56,25 (9) pr  |                   |
| NC15   | Karolína Erbanová    | CZE  | 119,965    | 38,22 (2) NR   | 4.17,73 (24) pr | 1.56,37 (10)    |                   |
| NC16   | Jekaterina Sjichova  | RUS  | 120,185    | 39,41 (12)     | 4.11,55 (19) pr | 1.56,54 (11)    |                   |
| NC17   | Hege Bøkko           | NOR  | 120,488    | 39,05 (6) pr   | 4.12,81 (21) pr | 1.57,91 (17) pr |                   |
| NC18   | Isabell Ost          | GER  | 120,607    | 40, 45 (19) pr | 4.07,51 (14) pr | 1.56,72 (14) pr |                   |
| NC19   | Luiza Złotkowska     | POL  | 120,649    | 39,96 (15) pr  | 4.07,58 (15) pr | 1.58,29 (18)    |                   |
| NC20   | Ivanie Blondin       | CAN  | 121,033    | 40,05 (16) pr  | 4.07,86 (16) pr | 1.59,02 (21) pr |                   |
| NC21   | Mari Hemmer          | NOR  | 121,506    | 40,74 (22) pr  | 4.09,40 (18)    | 1.58,29 (18) pr |                   |
| NC22   | Ayaka Kikuchi        | JPN  | 122,002    | 40,17 (17) pr  | 4.11,86 (20) pr | 1.59,57 (22) pr |                   |
| NC23   | Anna Rokita          | AUT  | 123,414    | 40,73 (21)     | 4.13,03 (22)    | 2.01,54 (23)    |                   |
| NC24   | Maria Lamb           | USA  | 125,013    | 41,00 (23)     | 4.16,64 (23)    | 2.03,72 (24)    |                   |

NR = nationaal record, PR = persoonlijk record
* = met val
NC = niet gekwalificeerd
NF = niet gefinisht
NS = niet gestart
DQ = gediskwalificeerd
Vet gezet = kampioenschapsrecord
Op basis van dit eindklassement werden de startposities voor de Wereldkampioenschappen schaatsen allround 2012 verdeeld tussen de verschillende werelddelen. Europa verwierf 14 startplaatsen (10 rijders bij de eerste 16 plus vier). Noord-Amerika & Oceanië verwierf 6 startplaatsen (4 rijdsters bij de eerste 16 plus twee) en Azië vier (2 rijdsters bij de eerste 16 plus twee).

## Trivia
Bij de huldiging van het mannentoernooi werd voor Skobrev niet het Russische volkslied, Gimn Rossijskoj Federatsii, gespeeld, maar het vroegere en niet-populaire Patrioticheskaya Pesnija (Patriottenlied). Skobrev kende echter de niet-officiële tekst en zong dus toch mee. Officieel kende het lied geen tekst. Overigens zouden veel media foutief melden dat het ging om het Bulgaarse en/of Wit-Russische volkslied. Bij de huldiging van het vrouwentoernooi werd voor Wüst het Nederlandse volkslied Wilhelmus gespeeld, maar dan wel met valse noten.